# Bascuñana de San Pedro
Bascuñana de San Pedro – gmina w Hiszpanii, w prowincji Cuenca, w Kastylii-La Mancha, o powierzchni 19,62 km². W 2011 roku gmina liczyła 25 mieszkańców.